# Superbike-Weltmeisterschaft 1997
Die Superbike-WM-Saison 1997 war die zehnte in der Geschichte der FIM-Superbike-Weltmeisterschaft. Bei zwölf Veranstaltungen wurden 24 Rennen ausgetragen.

## Punkteverteilung
Weltmeister wird derjenige Fahrer beziehungsweise der Hersteller, der bis zum Saisonende die meisten Punkte in der Weltmeisterschaft angesammelt hat. Bei der Punkteverteilung werden die Platzierungen im Gesamtergebnis des jeweiligen Rennens berücksichtigt. Die fünfzehn erstplatzierten Fahrer jedes Rennens erhalten Punkte nach folgendem Schema:
| Punkteverteilung | Punkteverteilung | Punkteverteilung | Punkteverteilung | Punkteverteilung | Punkteverteilung | Punkteverteilung | Punkteverteilung | Punkteverteilung | Punkteverteilung | Punkteverteilung | Punkteverteilung | Punkteverteilung | Punkteverteilung | Punkteverteilung | Punkteverteilung |
| ---------------- | ---------------- | ---------------- | ---------------- | ---------------- | ---------------- | ---------------- | ---------------- | ---------------- | ---------------- | ---------------- | ---------------- | ---------------- | ---------------- | ---------------- | ---------------- |
| Platz            | 1                | 2                | 3                | 4                | 5                | 6                | 7                | 8                | 9                | 10               | 11               | 12               | 13               | 14               | 15               |
| Punkte           | 25               | 20               | 16               | 13               | 11               | 10               | 9                | 8                | 7                | 6                | 5                | 4                | 3                | 2                | 1                |

In die Wertung kamen alle erzielten Resultate.

## Rennergebnisse
|    | Datum  | Rennen             | Strecke        | Pole-Position       | Lauf | Platz 1             | Platz 2             | Platz 3             | Schn. Rennrunde     |
| -- | ------ | ------------------ | -------------- | ------------------- | ---- | ------------------- | ------------------- | ------------------- | ------------------- |
| 1  | 23.03. | Australien         | Phillip Island | Aaron Slight        | 1    | John Kocinski       | Carl Fogarty        | Simon Crafar        | John Kocinski       |
| 1  | 23.03. | Australien         | Phillip Island | Aaron Slight        | 2    | Aaron Slight        | Colin Edwards       | Simon Crafar        | Colin Edwards       |
| 2  | 20.04. | San Marino         | Misano         | Akira Yanagawa      | 1    | Pierfrancesco Chili | John Kocinski       | Carl Fogarty        | Pierfrancesco Chili |
| 2  | 20.04. | San Marino         | Misano         | Akira Yanagawa      | 2    | John Kocinski       | Aaron Slight        | Carl Fogarty        | John Kocinski       |
| 3  | 04.05. | Großbritannien     | Donington      | Neil Hodgson        | 1    | Aaron Slight        | Carl Fogarty        | Simon Crafar        | Pierfrancesco Chili |
| 3  | 04.05. | Großbritannien     | Donington      | Neil Hodgson        | 2    | Carl Fogarty        | Pierfrancesco Chili | Aaron Slight        | Carl Fogarty        |
| 4  | 08.06. | Deutschland        | Hockenheim     | Simon Crafar        | 1    | Aaron Slight        | John Kocinski       | Scott Russell       | John Kocinski       |
| 4  | 08.06. | Deutschland        | Hockenheim     | Simon Crafar        | 2    | Carl Fogarty        | Akira Yanagawa      | Jamie Whitham       | Carl Fogarty        |
| 5  | 22.06. | Italien            | Monza          | Scott Russell       | 1    | John Kocinski       | Aaron Slight        | Carl Fogarty        | Aaron Slight        |
| 5  | 22.06. | Italien            | Monza          | Scott Russell       | 2    | Pierfrancesco Chili | John Kocinski       | Jamie Whitham       | Pierfrancesco Chili |
| 6  | 13.07. | Vereinigte Staaten | Laguna Seca    | Pierfrancesco Chili | 1    | John Kocinski       | Carl Fogarty        | Miguel Duhamel      | Carl Fogarty        |
| 6  | 13.07. | Vereinigte Staaten | Laguna Seca    | Pierfrancesco Chili | 2    | John Kocinski       | Carl Fogarty        | Miguel Duhamel      | John Kocinski       |
| 7  | 03.08. | Europa             | Brands Hatch   | Pierfrancesco Chili | 1    | Pierfrancesco Chili | Scott Russell       | John Kocinski       | Niall Mackenzie     |
| 7  | 03.08. | Europa             | Brands Hatch   | Pierfrancesco Chili | 2    | Carl Fogarty        | John Kocinski       | Michael Rutter      | Carl Fogarty        |
| 8  | 17.08. | Österreich         | Österreichring | Pierfrancesco Chili | 1    | Carl Fogarty        | Akira Yanagawa      | Aaron Slight        | Akira Yanagawa      |
| 8  | 17.08. | Österreich         | Österreichring | Pierfrancesco Chili | 2    | Akira Yanagawa      | Aaron Slight        | John Kocinski       | Akira Yanagawa      |
| 9  | 31.08. | Niederlande        | Assen          | John Kocinski       | 1    | John Kocinski       | Carl Fogarty        | Pierfrancesco Chili | Pierfrancesco Chili |
| 9  | 31.08. | Niederlande        | Assen          | John Kocinski       | 2    | Carl Fogarty        | Pierfrancesco Chili | John Kocinski       | Pierfrancesco Chili |
| 10 | 21.09. | Spanien            | Albacete       | John Kocinski       | 1    | John Kocinski       | Aaron Slight        | Simon Crafar        | John Kocinski       |
| 10 | 21.09. | Spanien            | Albacete       | John Kocinski       | 2    | John Kocinski       | Simon Crafar        | Aaron Slight        | Simon Crafar        |
| 11 | 05.10. | Japan              | Sugo           | Akira Yanagawa      | 1    | Akira Yanagawa      | Noriyuki Haga       | Simon Crafar        | Akira Yanagawa      |
| 11 | 05.10. | Japan              | Sugo           | Akira Yanagawa      | 2    | Noriyuki Haga       | Simon Crafar        | John Kocinski       | Noriyuki Haga       |
| 12 | 12.10. | Indonesien         | Sentul         | John Kocinski       | 1    | John Kocinski       | Aaron Slight        | Carl Fogarty        | John Kocinski       |
| 12 | 12.10. | Indonesien         | Sentul         | John Kocinski       | 2    | Carl Fogarty        | Akira Yanagawa      | Noriyuki Haga       | John Kocinski       |

## Fahrerwertung
| 1  | John Kocinski        | Honda    | Castrol Honda                   | 416 |
| 2  | Carl Fogarty         | Ducati   | Ducati Corse AD-VF              | 358 |
| 3  | Aaron Slight         | Honda    | Castrol Honda                   | 343 |
| 4  | Akira Yanagawa       | Kawasaki | Kawasaki Racing Team            | 247 |
| 5  | Simon Crafar         | Kawasaki | Kawasaki Racing Team            | 234 |
| 6  | Scott Russell        | Yamaha   | Yamaha World Superbike Team     | 226 |
| 7  | Pierfrancesco Chili  | Ducati   | Gattolone Racing Team           | 209 |
| 8  | Jamie Whitham        | Suzuki   | Team Suzuki World Superbike     | 140 |
| 9  | Neil Hodgson         | Ducati   | Ducati Corse AD-VF              | 137 |
| 10 | Piergiorgio Bontempi | Kawasaki | Kawasaki Italy Bertocchi        | 118 |
| 11 | Mike Hale            | Suzuki   | Team Suzuki World Superbike     | 87  |
| 12 | Colin Edwards        | Yamaha   | Yamaha World Superbike Team     | 79  |
| 13 | Noriyuki Haga        | Yamaha   | Yamaha World Superbike Team     | 72  |
| 14 | Pere Riba            | Honda    | White Endurance Team            | 69  |
| 15 | Igor Jerman          | Kawasaki | Team MD Depala Vas              | 50  |
| 16 | Chris Walker         | Yamaha   | Yamaha World Superbike Team     | 47  |
| 17 | Jochen Schmid        | Kawasaki | Team Green Kawasaki Deutschland | 46  |
| 18 | Andreas Meklau       | Ducati   | BLM Ducati Austria              | 40  |
| 19 | Miguel Duhamel       | Honda    | American Honda                  | 32  |
| 20 | Troy Bayliss         | Suzuki   | Ansett Air Freight Suzuki       | 22  |

| 21 | Sean Emmett         | Ducati   | 21 |
| 22 | John Reynolds       | Ducati   | 21 |
| 23 | Michael Rutter      | Honda    | 21 |
| 24 | Katsuaki Fujiwara   | Kawasaki | 20 |
| 25 | James Haydon        | Ducati   | 19 |
| 26 | Gregorio Lavilla    | Ducati   | 18 |
| 27 | Martin Craggill     | Kawasaki | 17 |
|    | Niall Mackenzie     | Yamaha   | 17 |
|    | Tamaki Serizawa     | Suzuki   | 17 |
| 30 | Christian Lavieille | Honda    | 16 |
| 31 | Makoto Suzuki       | Ducati   | 15 |
| 32 | Keiichi Kitagawa    | Suzuki   | 13 |
| 33 | Tom Kipp            | Yamaha   | 12 |
|    | Christer Lindholm   | Yamaha   | 12 |
| 35 | Doug Chandler       | Kawasaki | 11 |
|    | Yuichi Takeda       | Honda    | 11 |
| 37 | Shinya Takeishi     | Kawasaki | 10 |
| 38 | Steve Crevier       | Honda    | 9  |
|    | Akira Ryō           | Kawasaki | 9  |
| 40 | Damon Buckmaster    | Kawasaki | 8  |

| 41 | Erkka Korpiaho       | Kawasaki | 7 |
| 42 | Yudha Simon Kusuma   | Kawasaki | 6 |
| 43 | Benn Archibald       | Kawasaki | 5 |
|    | Aaron Yates          | Suzuki   | 5 |
|    | Shawn Giles          | Honda    | 5 |
| 46 | Jean-Marc Delétang   | Yamaha   | 3 |
|    | Norihiko Fujiwara    | Suzuki   | 3 |
|    | Christian Hausle     | Ducati   | 3 |
|    | Pascal Picotte       | Suzuki   | 3 |
| 50 | Jean-Philippe Ruggia | Yamaha   | 2 |
|    | Johann Wolfsteiner   | Kawasaki | 2 |
| 52 | David Emmerson       | Suzuki   | 1 |
|    | Ossi Niederkircher   | Suzuki   | 1 |

## Konstrukteurswertung
| 1 | Honda    | 486 |
| 2 | Ducati   | 440 |
| 3 | Kawasaki | 359 |
| 4 | Yamaha   | 301 |
| 5 | Suzuki   | 205 |